# Lophophorus
Lophophorus là một chi chim trong họ Phasianidae.

## Các loài
- Lophophorus lhuysii
- Lophophorus impejanus
- Lophophorus sclateri